# Трайко Цветков
Трайко Цветков (изписване до 1945 година: Трайко Цвѣтковъ), известен като Демир Трайко, е български революционер от XIX век, участник в Гръцката война за независимост.

## Биография
Роден е в 1792 година в град Крушево, тогава в Османската империя. Родителите му са от охридското село Свинища, които в 1790 година бягат оттам в Крушево, тъй като башибозуци опожаряват дома им. В 1820 година Трайко се присъединява към четата на Марко Бочар, става негов знаменосец и воюва със сулиотите срещу Али паша Янински и османската армия. В сражението при Карпеница, в което загива Марко Бочар, Демир Трайко е тежко ранен, но опазва знамето. След това с други македонци заминава за Крит, където участва в бунтовни движения и по-късно с руски параход заминава за Босна. Преследвани от башибозук и войска, търсят убежище в Черна гора, откъдето през Албания стигат до Олимп и се отдават на хайдутлук. След Гюлханския хатишериф от 1834 година четата получава амнистия, за да може да се умири Катеринско, и пристига в Битоля, след което Трайко се връща в Крушево. Гората над Крушево, която е била негова собственост, носи името Демирова кория.
Умира от сърдечен пристъп в 1862 година в Богомила, където е на гости на сестра си. Негови потомци са революционерите Стойче Божков Летник от Селце, Христо Карев, Тирчо Карев, Ташко Карев, Никола Карев.